# Ebbetorp
Ebbetorp är en herrgård i Dörby socken, invid stadsdelen Smedby i Kalmar tätort,  Kalmar kommun.
Ebbetorp omtalas första gången 1376 ('Æbbathorp'), då Märta Jonsdotter i Ekhult överlät sin gård i Ebbetorp till Herman Ruskas änka Kristina Persdotter (Tre hjärtan). Kristina testamenterade 1382 Ebbetorp till Vadstena kloster. Ännu 1502 hade Vadstena kloster en bonde i Ebbetorp, möjligen även en i "Hovgården" ('Hoffgardhenom'), som hörde under Ebbetorp. 1539–60 fanns här tre frälsegårdar, två tillhöriga Ravnäsätten och ett tillhörig Barketorpsätten.
Jonas Carl Linnerhielm, som bodde på Ebbetorp, lät 1797 uppföra en ny huvudbyggnad med två flyglar i trä. Det bibliotek han samlade här fanns ännu på 1930-talet bevarat på herrgården. 
Idag är Ebbetorp uppdelad i fem fastigheter, dels som jordbruksfastighet och som privatbostäder men också som en del av Kalmar flygplats. Den tidigare huvudbyggnaden låg där västra flygeln nu ligger. Dagens huvudbyggnad och flygelbyggnaderna ligger vid gårdsplanen med de stora lindarna. På baksidan sträcker den engelska parken ut sig. Parken ritades av Carl Mannerkrantz omkring år 1800.